# Denj Sar
Denj Sar (persiska: دِنج كُلا, دِنج كَلا, Denj Kolā, دنج سر) är en ort i Iran.   Den ligger i provinsen Mazandaran, i den norra delen av landet, 150 km nordost om huvudstaden Teheran. Denj Sar ligger 90 meter över havet och antalet invånare är 282.
Terrängen runt Denj Sar är platt åt nordväst, men åt sydost är den kuperad.Runt Denj Sar är det ganska glesbefolkat, med 34 invånare per kvadratkilometer. Närmaste större samhälle är Kiakola, 16,6 km norr om Denj Sar. I omgivningarna runt Denj Sar växer i huvudsak blandskog.